# Цибулівка (Дубоссарський район)
Цибулівка (рос. Цыбулевка; рум. Țîbuleuca) — село в Дубоссарському районі в Молдові (Придністров'ї). Утворює окрему сільську раду. Розташоване на лівому березі річки Дністер.
Станом на 2004 рік у селі проживало 3,0% українців.